# Ivan Klasnić
Ivan Klasnić (Hamburg, 29 januari 1980) is een in Duitsland geboren Kroatisch voormalig betaald voetballer die bij voorkeur in de aanval speelde. Hij tekende in augustus 2010 een tweejarig contract bij Bolton Wanderers FC, dat hem transfervrij inlijfde nadat het hem al een jaar huurde van FC Nantes. In de zomer van 2012 stapte hij over naar 1. FSV Mainz 05. Eind juli 2013 vertrok Klasnić bij 1. FSV Mainz 05. In februari 2004 debuteerde hij in het Kroatisch voetbalelftal, waarvoor hij meer dan veertig interlands speelde. Klasnić kon ook uitkomen voor het voetbalelftal van Bosnië en Herzegovina, vanwege zijn Bosnische wortels. In 2015 maakte Klasnić bekend zijn carrière af te willen sluiten bij zijn oude club FC St. Pauli, maar het bestuur van de club sloeg het aanbod van de Kroaat.

## Clubcarrière

### FC St. Pauli
Klasnić' professionele voetbalcarrière begon bij de lokale voetbalclub FC St. Pauli. Daarmee speelde hij drieënhalf seizoenen in de tweede Bundesliga.

### Werder Bremen
Nadat hij met FC St. Pauli in het seizoen 2000-2001 naar de Bundesliga promoveerde, maakte Klasnić in de zomer van 2001 de overstap naar Werder Bremen. Zijn eerste twee seizoenen bij Werder Bremen werden gekenmerkt door zijn mindere vorm, mede door twee zware knieblessures. Hij scoorde drie doelpunten in 36 wedstrijden in de Bundesliga.
Na zijn herstel werd hij een van de sleutelfiguren die Werder Bremen de landstitel en de Duitse beker in het seizoen 2003/2004 brachten. Klasnić scoorde dertien doelpunten en had aandeel in elf doelpunten van zijn teamgenoot Ailton.
Tijdens de UEFA Champions League van 2004-2005 scoorde Klasnić vijf doelpunten in de twee groepswedstrijden tegen RSC Anderlecht, inclusief een hat-trick in de 5-1-overwinning in de thuiswedstrijd.
In het seizoen 2006-2007 had hij zeven wedstrijden nodig voor hij zijn eerste goal van het seizoen maakte. Op 14 mei 2008 maakte Werder Bremen bekend dat Klasnić de club verliet.

### FC Nantes
Op 8 juli 2008 tekende Klasnić een vierjarig contract bij FC Nantes. Hij scoorde in het seizoen 2008/09 zes doelpunten. Nantes degradeerde. Op 1 september 2009 verhuurde de Franse club Klasnić voor een jaar aan Bolton Wanderers FC. Op zondag 1 augustus 2010 besloot Nantes zijn contract te ontbinden, waarop Bolton hem transvervrij overnam en een tweejarig contract gaf.